# Fuerzas Armadas de Portugal
Las Fuerzas Armadas de Portugal son las fuerzas militares encargadas de la defensa nacional de Portugal. Son coordinadas por el Estado Mayor General de las Fuerzas Armadas y son responsables por la manutención de la soberanía nacional y por la defensa del territorio portugués, a nivel aéreo, terrestre y marítimo. El presidente de Portugal es el oficial comandante supremo de las Fuerzas Armadas, pero en la práctica, responden al Gobierno portugués a través del ministro de Defensa Nacional.
Las Fuerzas Armadas portuguesas están a cargo de proteger la soberanía de Portugal e intereses, y apoyar los esfuerzos internacionales de mantenimiento de la paz. Como las fuerzas armadas de uno de los fundadores de la OTAN, el ejército de Portugal ha sido un participante activo desde 1955 y es uno de los más antiguos ejércitos del mundo, establecida en el siglo XII.
Pertenece a la Alianza Militar OTAN y ha participado en varias misiones de paz, en particular en Bosnia y Herzegovina, Kosovo, Timor Oriental y Afganistán - donde se ha desplegado.

## Ramas
Las tres ramas que forman las Fuerzas Armadas de Portugal son:
- Ejército de Tierra de Portugal: con 14.000 efectivos
- Marina Portuguesa: con 9.500 efectivos
- Fuerza Aérea Portuguesa: con 6500 efectivos

Además de estos, existe también la Guarda Nacional Republicana, que es una fuerza de seguridad constituida por militares y que, a pesar de no ser considerada una rama de las Fuerzas Armadas Portuguesas, están organizadas y preparadas para, en caso de necesidad, ser puestas bajo el comando del Estado Mayor General de las Fuerzas Armadas y realizar acciones militares.
El Ejército cuenta con 3 Brigadas (una pesada - Mecanizada, una media - Motorizada y una ligera - Reacción Rápida (Operaciones Especiales, Comando y Paracaidistas)) y diversas fuerzas de apoyo. La Armada tiene como principales medios de combate 5 Fragatas, 7 Corbetas, 2 Submarinos, 16 Patrulleros y unidades de Infantería de Marina. La Fuerza Aérea tiene como principales medios de combate 2 Escuadrones de Cazas F-16.

## Altos Mandos
El Comandante Supremo de las Fuerzas Armadas de Portugal es el presidente de la República. El Ministerio de Defensa Nacional provee de todos los medios logísticos, técnicos y humanos a las Fuerzas Armadas. Cada ramo es comandado por un General o Almirante que es responsable por la manuntencion de su respectiva rama.

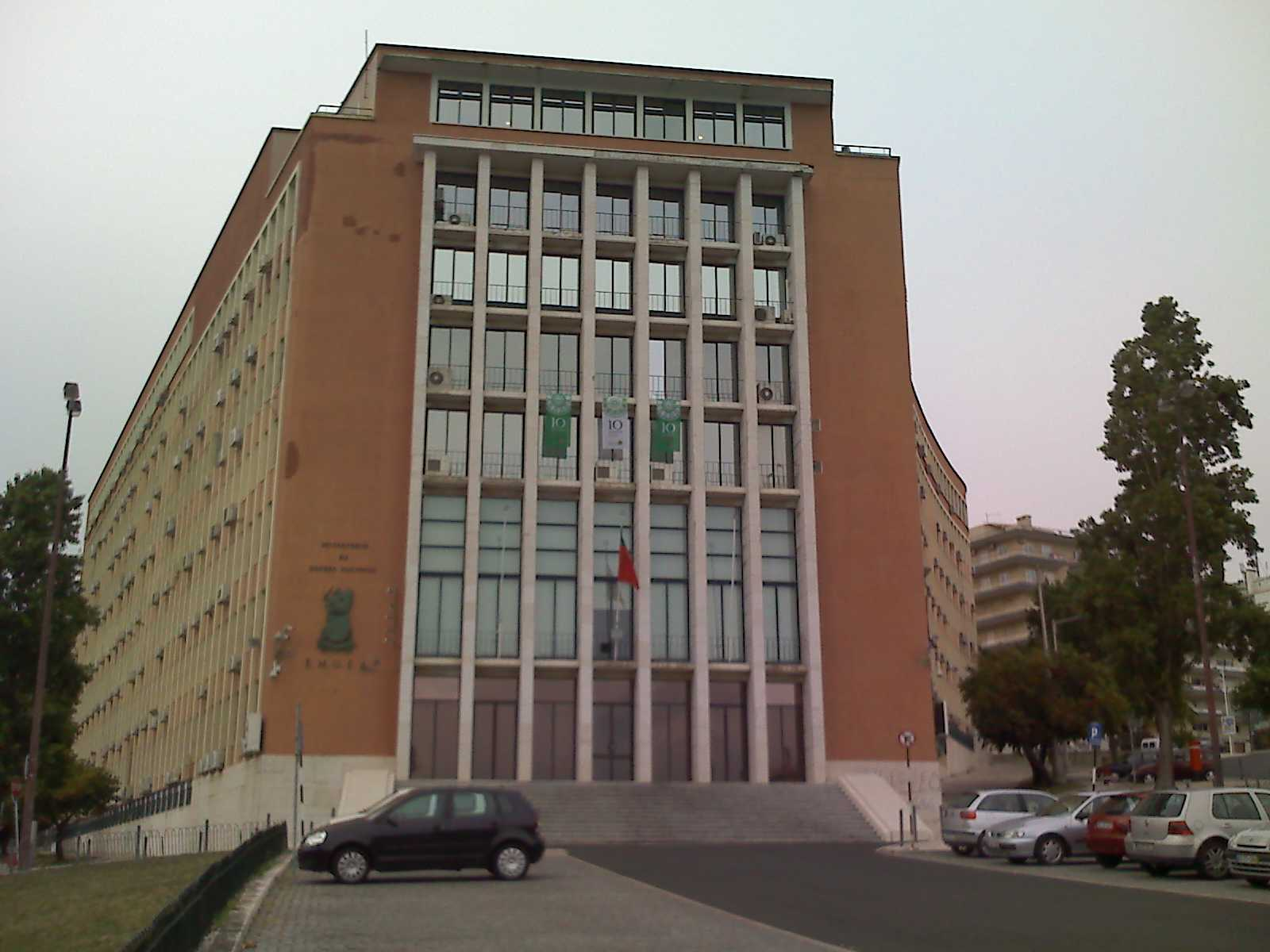
Sede del Ministerio de Defensa Portugués en Lisboa

## Historia
Durante el siglo XX, Portugal tuvo apenas dos grandes intervenciones militares. La primera durante la Primera Guerra Mundial y la segunda entre 1961 y 1974, en sus antiguos territorios ultramarinos de Angola, Mozambique, Guinea-Bissau, en la guerra colonial portuguesa, también conocida como Campañas Ultramarinas.

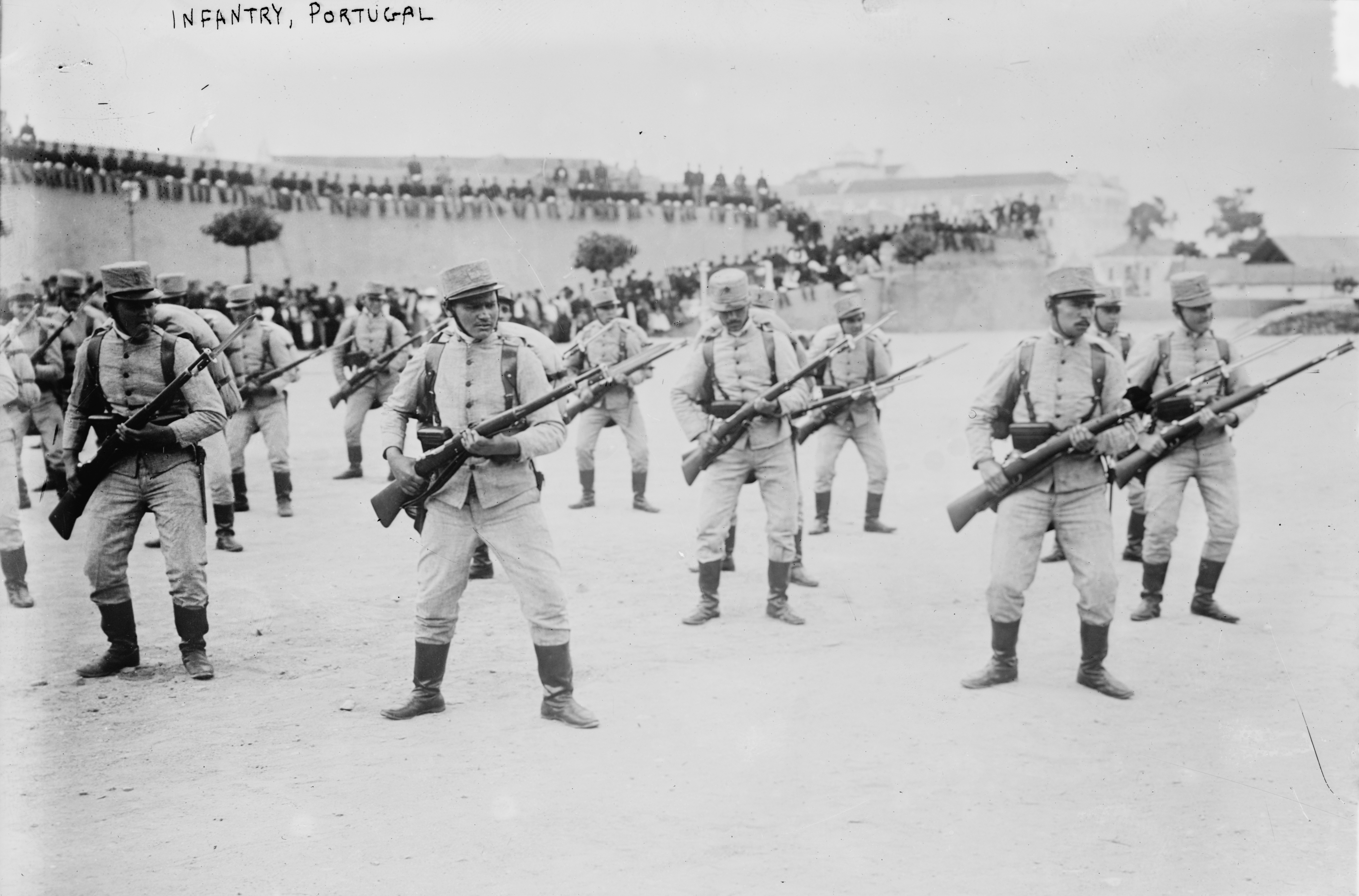
Infantería en ejercicio a principios del S. XX

Sin embargo, Portugal ha participado en varias misiones de paz de la ONU, como INTERFER y UNTAET en Timor-Leste, MINURSO en el Sahara Occidental, EUFOR en Bosnia, KFOR en Kosovo, ISAF en Afganistán y MONUC en Congo.
Las fuerzas armadas, entre tanto, perdieron cierta prioridad en la gestión gubernamental hasta que el gobierno de Durão Barroso, decidió hacer una mayor inversión en su modernización, creando alguna controversia por la adquisición de dos nuevos submarinos y el inicio de concursos para la adquisición de nuevos equipamientos
A partir de 2003, Portugal abolió el Servicio militar obligatorio, pasando a ser voluntario.